# Людина-павук: Повернення додому
«Людина-павук: Повернення додому» (англ. Spider-Man: Homecoming) — американський супергеройський екшн про Людину-павука, персонажа коміксів видавництва Marvel Comics, спродюсований Marvel Studios і Columbia Pictures, спільно з Sony Pictures Entertainment як дистриб'ютором. Є шістнадцятою в рамках Кіновсесвіту Marvel, четвертою стрічкою в Третій фазі, і першим, де Людина-павук є головним героєм. Режисером картини є Джон Воттс, а сценарій написали Джон Френсіс Делі і Джонатан Гордстейн, Воттс і Крістофер Форд та Кріс Маккенна та Ерік Соммерс, тоді як ролі отримали Том Голланд, Маріса Томей, Зендая, Тоні Револорі, Лора Геррієр і Роберт Дауні-молодший.
У лютому 2015, Marvel Studios і Sony досягли згоди стосовно прав на використання Людини-павука, включивши персонажа у КВМ. В червні, Голланд отримав роль головного героя, тоді як Воттс обійняв місце режисера, незабаром після чого до фільму приєдналася Томей, а Дейлі та Голдштейн зайнялися написанням сценарію. У квітні 2016 було оголошено назву фільму і доповнення до акторського складу, включаючи Дауні. Фільмування почалися у червні 2016 в студії «Pinewood» в Атланті, Джорджія, і продовжилися в Нью-Йорку, після чого завершилися у Берліні. Під час фільмування було повідомлено про приєднання Воттса, Крістофера Форда, Кріса Маккенна та Еріка Соммерса до складу сценаристів, і підтвердження додаткових акторів.
Прем'єра стрічки «Людини-павука: Повернення додому» в Україні відбулася 6 липня 2017.

## Назва
Оригінальна назва фільму «Spider-Man: Homecoming», що є англійською грою слів відображеною у назві. Річ у тому, що слово «Homecoming» в американському діалекті англійської мови означає «Випускний бал», а події у фільмі відбуваються якраз під час Випускного Балу Пітера Паркера. Водночас вислів «Home coming» перекладається як «Повернення додому». Таким чином автори фільму хотіли передати, що легендарна Людина-Павук у цьому фільмі «повертається додому», тобто у свій рідний дім під назвою «Кінематографічний всесвіт Marvel». В українському перекладі передано цей задум авторів фільму.[джерело?]

## Сюжет
Після розгрому армії чужопланетян чітаурі в Нью-Йорку Адріан Тумс керує добуванням технології прибульців. Але це завдання перебирає на себе Stark Industries, лишаючи Тумса разом з його підлеглими без роботи. Він забирає вже добуті пристрої та переконує співробітників зробити зі знахідок зброю, котру потім продавати на чорному ринку.
5 років по тому Тоні Старк бере на стажування юнака Пітера Паркера, що після укусу павука-мутанта набув надлюдських здібностей. Допомігши Старку влагодити конфлікт серед супергероїв «Месників», Пітер сподівається, що скоро рятуватиме світ. Він вирушає до Німеччини в супроводі Гепі Гоґана, водія Старка. Там Тоні повідомляє свій висновок: Паркер ще не готовий бути «Месником», йому варто повернутися у Квінзі, де продовжити навчання в школі. Та юнак все ж отримує костюм супергероя від Stark Industries з обмеженим функціоналом.
Пітер мріє стати справжнім супергероєм, тож в костюмі Людини-павука вирішує розшукувати злочинців у рідному місті. Проте його допомога або виявляється незначною, або призводить до комічних ситуацій. Його шкільний товариш Нед захоплюється пригодами «Месників» і прагне познайомитися з ними. Він думає, що коли Паркер розповість про своє стажування і знайомства з «Месниками», з них обох перестануть глузувати однокласники. Зокрема з них насміхається Флеш Томпсон. Паркеру в цей час сподобалася однокласниця Ліз, але він соромиться сказати їй про це. Тим часом Адріан налагодив виробництво зброї, а собі виготовив крилатий костюм, ставши Стерв'ятником. Пітер бачить як грабіжники з використанням такої зброї викрадають гроші з банку. Юнак вирішує зупинити їх, та в ході бою постріл з антигравітаційної гармати руйнує сусіднє кафе, а грабіжники тікають. Інцидент потрапляє на записи відеокамер, наступного дня все Квінзі знає про Людину-павука. Нед приходить додому до Пітера, позаяк вони домовилися разом збирати конструктор LEGO. Він бачить як Паркер в костюмі залазить у свою кімнату. Друзі домовляються, що Нед не розкриватиме нікому особу Людини-павука, втім той надокучає самому Паркеру питаннями про супергеройське життя. Школярі влаштовують вечірку, Нед вмовляє Пітера прийти туди в образі Людини-павука, та Паркер вагається. Він знову бачить грабіжників, які продають зброю, і вирушає навздогін. Людині-павуку майже вдається зупинити втікачів, але раптом його схоплює Стерв'ятник і скидає у річку. Тоні Старк завдяки вбудованому в костюм трекеру дізнається про це та присилає дистанційно керований костюм, який витягує юнака. Старк запевняє його, що Паркер не готовий бути супергероєм і все, що зараз варто робити — це дрібна допомога містянам. Людина-павук вважає, що його недооцінюють, він знаходить чужопланетний пристрій, загублений грабіжниками, і забирає його з метою вслідкувати лиходіїв. Брайс, який продає зброю, погрожує покинути банду Стерв'ятника та видати його. Стерв'ятник випадково вбиває Брайса і назначає замість нього Шульца.
Пристрій чітаурі розшукує Шульц і приходить до школи, де вчиться Пітер. Паркер завдяки причепленому до Шульца жучку відстежує, що банда прямує в Мериленд, який неподалік Вашингтона. Щоб схопити їх, Пітер вирушає з однокласниками на олімпіаду до Вашингтона. Нед і Паркер відключають трекер Старка, імплантований в костюм Людини-павука, тим самим розблокувавши всі його функції. Паркер знаходить лігво злочинців, але не може впоратися з усіма функціями костюма. Через це він опиняється замкненим в контейнері, де бачить такий самий чужопланетний пристрій, як той, що лишився в Неда. Штучний інтелект костюма повідомляє — це джерело живлення, що може вибухнути. Зрозумівши, що Неду і всім навколо загрожує небезпека, Людина-павук поспішає до Вашингтона.
Джерело живлення активізується, коли школярі підіймаються ліфтом у монументі Вашингтона. Урядовий гелікоптер намагається зупинити Людину-павука, та Паркеру все ж вдається врятувати ліфт від падіння і всіх у ньому, зокрема Неда й Ліз. Тим часом торговці зброєю відпливають на поромі. Паркер наздоганяє їх, але в ході бійки несправна зброя розрізає пором навпіл. Паркер утримує частини судна павутиною, поки не прилітає Старк у костюмі Залізної людини й не рятує пасажирів. Старк сварить Паркера за нерозсудливість і забирає в нього костюм зі словами, що коли той не здатний на героїзм без костюма, то він не гідний його носити.
Паркер повертається до звичайного шкільного життя, він наважується розповісти Ліз про свої почуття і вона відповідає взаємністю. Ліз запрошує його піти з нею на випускний бал. Обох підвозить до школи батько Ліз і Пітер впізнає в ньому Адріана Тумса. Той здогадується — Пітер і є людина-павук. Тумс розповідає, що торгує зброєю задля добробуту родини, тому обіцяє не шкодити Пітеру і його стосункам з Ліз, якщо той не заважатиме торгівлі. Розриваючись між почуттями до Ліз і прагненням покарати її батька, Пітер тікає з випускного. Злочинці намагаються його затримати, коли старий, саморобний, костюм Людини-павука ще не вдягнений до кінця. Нед знерухомлює нападника пускачем павутини та телефонує за допомогою до Геппі, проте той не звертає уваги.
Зрештою Людина-павук сходиться зі Стерв'ятником у його лігві. Стерв'ятник атакує Пітера своїми крилами, стинає бетонні опори й завалює юнака уламками. Паркер лишається безпорадним, але згадує слова Тоні Старка та знаходить в собі сили вибратися з-під завалу. Людина-павук наздоганяє Стерв'ятника, коли той залазить на літак Stark Industries, звідки зі спільниками замислив викрасти передові розробки: зброя, реактори холодного синтезу й екзоскелети. В бою зі Стерв'ятником літак пошкоджується, внаслідок чого падає. Стерв'ятник долає Людину-павука, після чого забирає вантажі. Та його костюм виявляється несправним, Тумс зазнає аварії, тоді Пітер рятує його, лишивши для поліції, обплутаним павутинням.
Пітер вибачається перед Ліз за втечу з випускного. Дівчина пригнічена через арешт батька і переїзд до іншого штату, та нічого не знає про стосунок Паркера до цього. До школи приїжджає Геппі, маючи запрошення від Тоні Старка. Тоні хвалить Пітера та обіцяє згодом взяти Людину-павука в «Месники», демонструючи новий костюм. Однак Пітер відмовляється, щоб захищати простих людей в рідному місті. Повернувшись додому, він бачить, що Старк повернув старий костюм і одягає його. У цю мить його в образі супергероя бачить тітка.

## У ролях

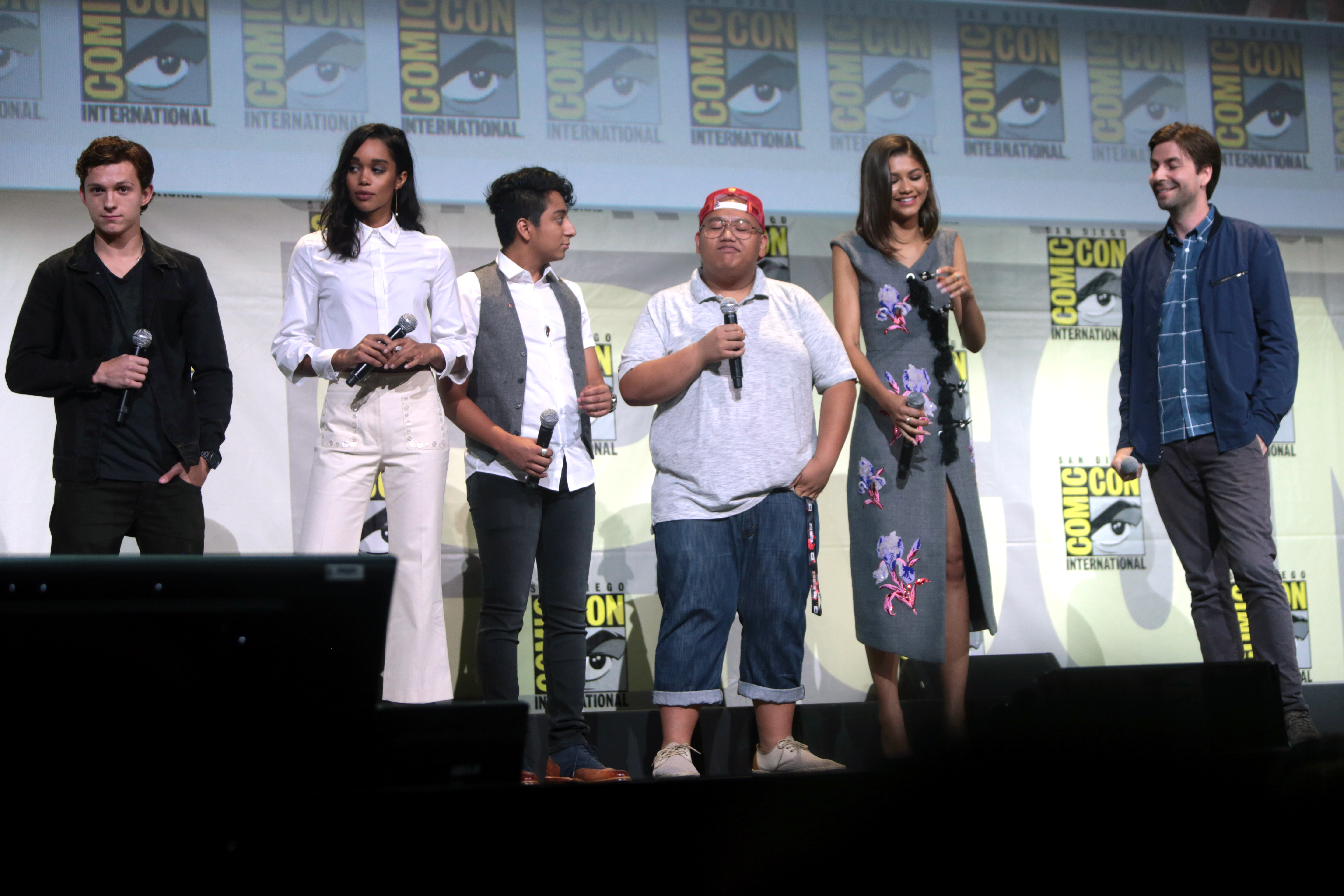
Зліва направо: Том Голланд, Лора Геррієр, Тоні Револорі, Джейкоб Баталон, Зендая і режисер Джон Воттс під час просування «Людини-павука: Повернення додому» на San Diego Comic-Con International у 2016.

Том Голланд — Пітер Паркер / Людина-павук
- 15-річний підліток, який отримав надлюдські здібності після укусу генетично модифікованого павука[3]. Продюсери Кевін Файгі та Емі Паскаль були вражені грою Голланда в картинах «Неможливе», «Вовчий зал[en]» і «У серці моря», а також його численними пробами на роль[4]. Голланд надихався Тобі Маґвайром і Ендрю Гарфілдом, колишніми виконавцями Людини-павука, але сподівається надати дещо «нове і вражаюче» своїм поданням цього персонажу[5]. Голланд сказав: «Це дуже відмінна сторона Людини-павука тому, що ви побачите хлопця, котрий розв'язує побутові проблеми, які вирішують 15-річні, а також намагається врятувати місто»[6]. Для приготування до ролі, декілька днів Голланд відвідував наукову школу в Бронксі[7]. Перебуваючи там, він розповів деяким учням, що буде грати Людину-павука, однак вони не повірили йому, і Голланд відчув, що це добре відобразиться в фільмі, де інші персонажі не підозрюють в Паркері супергероя Людину-павука[8]. На надягання костюму у Голланда йшло від 25 до 45 хвилин, залежно від потреби носити страховку для трюків під костюмом[7]. Голланд має контракт на «три фільми про Людину-павука і три соло-фільми»[9].

Майкл Кітон — Адріан Тумс / Стерв'ятник
- Чоловік зі злочинними нахилами, який керував нью-йоркською компанією з утилізації технологій чужопланетян, батько Ліз. Виготовив костюм з механічними крилами на основі технологій чітаурі[en][10]. Режисер Джон Воттс заявив, що Тумс буде відрізнятися від інших лиходіїв КВМ, як Танос і Альтрон, кажучи: «Цікаво думати про те, що якщо Людина-павук є звичайним юнаком, який стає супергероєм, то також має бути купа звичайних хлопців, які стають суперлиходіями»[11]. Кітон заявив, що Тумса було «цікаво грати» і він не є цілковитим злочинцем, кажучи: «В ньому присутні такі сторони, коли ти думаєш: „Знаєте що? Я можу зрозуміти його“»[12]. Співпродюсер Ерік Хаузерман Керролл порівняв Тумса з «темним Тоні Старком»[10], «бізнесменом з сім'єю. Він бажає доглядати за своїми дітьми. Його менталітет подібний до Тоні Сопрано[en]. Він не має якоїсь грандіозної манії величі, де він хоче захопити владу над світом, або замінити уряд, або навіть перемогти Месників чи щось подібне. Він просто хоче мати гарне життя»[13]. Хоча Кітон вже зображував Бетмена у двох фільмах Тіма Бертона «першому фільмі» і «його сиквелі», актор не вагався зіграти чергового персонажа коміксів[12]. Воттса надихнув персонаж Джона Рейлі Романн Дей з «Вартових галактики» для створення Тумса «приземленим»[10].

Зендая — Мішель Джонс
- Однокласниця Паркера, яку друзі кличуть «ЕмДжей», що є даниною Мері Джейн Вотсон[14], «дуже розумна, дуже інтелектуальна, [і] завжди у своїх книжках»[15]. Мішель не є любовним інтересом для Паркера, тоді як Зендая назвала її «дуже байдужою, дивною, інтелектуальною, і через свою розумність, вона вважає, що не має розмовляти с людьми. […] Вона доволі чудернацька. Але для мене, вона неймовірно чудова тому, що захоплена. Вона завжди думає про щось, завжди читає»[16]. Воттс порівняв персонаж з Еллісон Рейнольдс у виконанні Еллі Шіді з фільму Клуб «Сніданок» або з Ліндсей Вейр у виконанні Лінди Карделліні з телесеріалу «Диваки та навіжені»[13].

Джон Фавро — Геппі Гоґан
- Колишній глава служби безпеки Stark Industries і водій та охоронець Тоні Старка[17]. Фавро заявив, що у фільмі Гоґан «наглядає за Паркером. Він потребує когось, хто виручить його»[18]

Дональд Ґловер — Аарон Девіс
- Зловмисник, який співпрацює з Тумсом і також є дядьком Майлза Моралеса[21].

Тайн Дейлі — Анн-Марі Хоаг
- Керівниця Damage Control[en].

Маріса Томей — Мей Паркер
- Тітка Пітера і вдова Бенджаміна «Бена» Паркера[23][24][25]. Перші повідомлення про надання ролі Томей створили негативну реакцію в соціальних мережах, шанувальники коміксу висловили думку, що актриса «занадто молода і приваблива для зображення персонажу»[26], особливо після його появ в колишніх фільмах, де він був зіграний актрисами, які були старші за Томей. Стосовно цього, Стівен Макфілі, співавтор «Першого месника: Протистояння», сказав, що, для КВМ, вони намагалися зробити Пітера «настільки натуралістичним, наскільки можливо… Це частково відноситься до того, що його тітка не 80-річна; якщо вона є сестрою його померлої матері, чому вона має бути старшою на два покоління?»[27]. Після вивчення персонажу, Томей «висловила аргументи, щоб мене постарили, однак вони не погодилися»[28].

 Роберт Дауні-молодший — Тоні Старк / Залізна людина
- Честолюбний геній, мільярдер, плейбой і філантроп з електромеханічними обладунками свого власного винаходу, який є наставником Паркера і засновником Damage Control[en][13][29]. Президент Sony Pictures Томас Ротман зазначив, що окрім комерційних привілеїв появи Дауні у фільмі, включення Старка було важливим у зв'язку з встановленими відношеннями між ним і Паркером у «Першому меснику: Протистояння», і Ротман відчув, що розвиток цих відносин піде на користь картині[30]. Воттс додав: «Ви повинні подумати про наслідки того, що він зробив в „Протистоянні“, коли висмикнув цього 15-річного хлопчину до нашої невідомості та привіз його в Німеччину, щоб розпочати здійснювати цю божевільну пригоду. І потім він просто кидає його в кінці цього, а сам продовжує свою частину історії. Існує багато наслідків цього. Чи це перший крок Тоні на шляху до того, як він стає, свого роду, наставником? Чи комфортно йому це?»[31].

Джейкоб Баталон — Нед Лідс
- Найкращий приятель Паркера і затятий геймер[32]. Marvel використали Неда Лідса як основу для персонажа, який не має прізвища у сценарії або фільмі, але, по суті, створили власного персонажа з нього. Керролл сказав, що Нед та інші персонажі фільму створені з декількох їхніх улюбленців з коміксів про Людину-павука, і в кінцевому підсумку Нед може отримати прізвище «Лідс», але це не є гарантованим[33].

 Лора Геррієр — Ліз Аллен-Тумс
- Однокласниця Паркера і донька Тумса, в яку він закоханий[34][35], з особистістю «типу А»[en][13].

 Тоні Револорі — Флеш Томпсон 
- Однокласник Паркера, що полюбляє глузувати з нього[35][36]. Стосовно зображення Томпсона, який, зазвичай, змальований білошкірим в коміксах, Револорі сказав: «Я знаю наскільки важливим є персонаж для шанувальників коміксу, так що я намагаюсь зіграти його належним чином»[35]. Замість накачаного спортсмена, Томпсон був переосмислений як «багатий, самовдоволений хлопець», аби зобразити сучасні погляди на кривдників[37]; подібне зображення, значною мірою, стало результатом відвідування Голландом Вищої наукової школи Бронкса[7].

На додаток, Бокім Вудбайн і Логан Маршалл-Грін грають різні втілення Шокера, зображуючи Германа Шульца і Джексона «Монтану» Брайса відповідно; обидва персонажі є поплічниками Тумса і використовують модифіковану версію рукавиць Кроссбоунс, що здатні випромінювати вібраційні хвилі. Майкл Чернус грає Фінеса Мейсона / Ремісника. Кеннет Чой, який раніше зобразив Джима Моріта у КВМ, грає шкільного вчителя в школі Паркера. Ганнібал Бересс грає Тренера Вілсона, викладача фізкультури, котрого він описав, як «одного з недоумкуватих персонажів, які не розуміють, [що Паркер є] Людиною-павуком». Мартін Старр, який в минулому, мав безсловесну роль в «Неймовірному Галку», визначеним Амадеєм Чо в новелізації фільму, з'являється в ролі Містера Гаррінґтона, вчителя, який також є тренером з академічного десятиборства. Селеніс Лейва грає Місис Воррен, одну з вчителів Паркера. Ізабелла Амара, Джордж Лендеборг (молодший), Джозеф Джейкоб Тота, Абрам Атта, Тіффані Еспенсен, Ангурі Райс, Майкл Барбьері та Етан Дізон грають однокласників Пітера — Саллі, Джейсона, Сеймура, Ейба, Сінді, Бетті, Чарльза і Тайні, відповідно. Марта Келлі має другорядну роль у фільмі в ролі екскурсовода. Майкл Мендо і Гарсель Бове з'являються в ролях Мака Гаргана і Доріс Тумс, відповідно. Стен Лі, співтворець Людини-павука, має камео в ролі Гарі, Кріс Еванс і Пол Радд — камео Стіва Роджерса / Капітана Америка і Людини-мурахи в архівних кадрах, відповідно, тоді як Гвінет Пелтроу повторює її роль Пеппер Поттс. Дженніфер Коннеллі озвучує Карен, штучний інтелект в костюмі Пітера, а Керрі Кондон озвучує F.R.I.D.A.Y..

## Продакшн

### Розробка
Кевін Файгі, президент Marvel Studios
Після злому серверів Sony в листопаді 2014 було опубліковане електронне листування між співвласником Sony Pictures Entertainment Емі Паскаль і президентом Columbia Pictures Дугом Белградом, в якому йшлося про те, що Sony хоче, щоб Marvel Studios спродюсували нову трилогію про Людину-павука, тоді як Sony залишить при собі «креативний контроль, маркетинг і розповсюдження». Між Sony і Marvel почалися дискусії, і Sony планувала продовжити свої власні намічені фільми про Людину-павука. Однак, в лютому 2015, дві компанії анонсували, що випустять новий фільм про Людину-павука з Кевіном Файгі та Паскаль у ролі продюсерів, а згідно з повідомленнями, перша поява персонажу станеться в ранньому фільмі КВМ «Перший месник: Протистояння». Marvel Studios вивчить можливості для інтеграції персонажів КВМ в майбутні фільми про Людину-павука, котрі Sony Pictures продовжуватиме фінансувати, розповсюджувати та матиме остаточний творчий контроль.
Файгі підтвердив, що головним персонажем буде Пітер Паркер і додав, що Marvel працювали над доданням персонажа до КВМ, принаймні, з жовтня 2014, коли вони анонсували повний список третьої фази фільмів: «Marvel не анонсують щось офіціально допоки це не є точно. Так що ми пішли вперед з цим планом „А“ у жовтні, тоді як планом „Б“ було те, якщо [згода] з Sony відбудеться, то як все б спрацювало. Ми думали над [фільмом про Людину-павука] так само довго, як і про третю фазу». Було повідомлено, що Аві Арад і Метт Толмач, продюсери серії фільмів Марка Вебба про Людину-павука, стануть виконавчими продюсерами, однак ані Вебб, ані Ендрю Гарфілд, виконавець ролі Паркера в цій серії, не повернуться до нового фільму. Згідно з повідомленнями, Sony шукала на роль Людини-павука молодшого актора, ніж Гарфілд, а Логан Лерман і Ділан О'Браєн вважалися фаворитами на цю роль.
У березні 2015, Дрю Ґоддард розглядався на місце режисера і сценариста фільму, тоді як О'Браєн заперечив, що йому пропонували роль. Годдард, котрий раніше був прикріплений до фільму Sony про Зловісну шістку, сказав пізніше, що відмовився працювати над новим проєктом, адже він вирішив, що «не має якоїсь справжньої ідеї» для нього, додавши, що «це дуже важко сказати: „Добре, тепер напиши новий фільм“», провівши рік, працюючи над фільмом про Зловісну шістку і рухаючись в цьому напрямку. Наступного місяця, під час просування фільму «Месники: Ера Альтрона», Файгі заявив, що вік Пітера Паркера становитиме 15-16 років у фільмі, який не буде розказувати історію походження персонажу, адже «вже є два перекази цього походження за останні скільки там — [тринадцять] років — ми сприймаємо це як належне, що люди знають все це, і специфіку». Бен Паркер, дядько Пітера, згадується у фільмі. У квітні було повідомлено, що Нат Вулф, Ейса Баттерфілд, Том Голланд, Тімоті Чаламет та Ліам Джеймс розглядаються Sony і Marvel як виконавці Людини-павука, а Голланд і Баттерфілд є фаворитами.
В травні 2015 було повідомлено, що Джонатан Лівайн, Теодор Мелфі, Джейсон Мур, Джон Френсіс Делі, Джонатан Голдштейн і Джаред Хесс розглядаються на місце режисера. Баттерфілд, Голланд, Джуда Льюїс, Меттью Лінтц, Чарлі Пламмер і Чарлі Роу пройшли проби на головну роль з Робертом Дауні-молодший, який грає Тоні Старка / Залізну людину у КВМ, для «хімії». Шістка була відібрана з 1,5 тисячі акторів, які мали проби перед Файгі, Паскаль і братами Руссо, режисерами «Першого месника: Протистояння». На початку червня, Лівайн і Мелфі стали фаворитами на режисирування, тоді як Делі, Голдштейн і Джон Воттс також розглядалися, а Файгі та Паскаль звузили список акторів до Голланда і Роу, котрі знову виконали проби з Дауні. Крім цього, Голланд пройшов проби з Крісом Евансом, виконавцем ролі Стіва Роджерса / Капітана Америка у КВМ, і став фаворитом. 23 червня, Marvel і Sony офіційно підтвердили, що Голланд зіграє Людину-павука, а Воттс зніме фільм. Брати Руссо «досить ясно висловили думку стосовно того, кого [вони] хотіли бачити в цій ролі», тому що персонаж вперше з'являється в «Протистоянні», спонукаючи взяти актора, близького до віку Пітера Паркера, аби відрізнятися від інших його зображень. Також, вони похвалили Голланда за танцювальні та гімнастичні навички. Воттс був присутній на знімальному майданчику «Протистояння» під час фільмування сцен з Людиною-павуком, щоб «побачити, що вони робили в них, і щоб знати, куди ми дійшли зрештою», і для надання «різноманітних ідей». Стосовно приєднання до КВМ і знімання фільму, Воттс сказав: «Я був дуже радий цьому, адже інші фільми показали те, що я описав як світ Marvel на рівні пентхаусу, як це, бути Тором, Залізною людиною, знаєте, мільярдером-плейбоєм і таке інше. Але що чудово стосовно Людини-павука, так це те, що він звичайний хлопець, і тому, показуючи його історію ви також показуєте як це — знаходитися на рівні землі у світі, де існують Месники». До отримання місця режисера, Воттс спершу створив образ Ніка Ф'юрі як наставника Паркера в історії, кажучи: «Я не знаю, яка була б ситуація, але це була людина з якою він хотів би заморочити».
Файгі заявив, що фільми Джона Г'юза будуть слугувати головним впливом, і що особисте зростання і розвиток Пітера будуть в рівній міри важливими, як і його роль як Людини-павука. Він зазначив, що «в цьому віці, в середній школі, усе відчувається як [вибір] між життям і смертю». Крім цього, він сказав, що у фільмі очікується використати одного з ворогів Людини-павука, який не з'являвся в попередніх фільмах, і що фільмування заплановані на червень 2016. В липні 2015, Маріса Томей була оголошена як виконавиця ролі Мей Паркер, тітки Пітера. Також, було повідомлено, що Делі та Голдштейн, після упущення місця режисерів, почали переговори стосовно написання сценарію, що обидва підтвердили незабаром після того, як досягли угоди про можливість розголошення цього. В жовтні, Воттс сказав, що хоче зробити фільм «історією про дорослішання», щоб побачити як зростає Паркер, посилаючись на картини «Скажи що-небудь», «Майже знамениті» і «Любов неможливо купити» як свої улюблені в цьому жанрі. В грудні, Олівер Шолл став художником-постановником фільму.

### Пре-продакшн

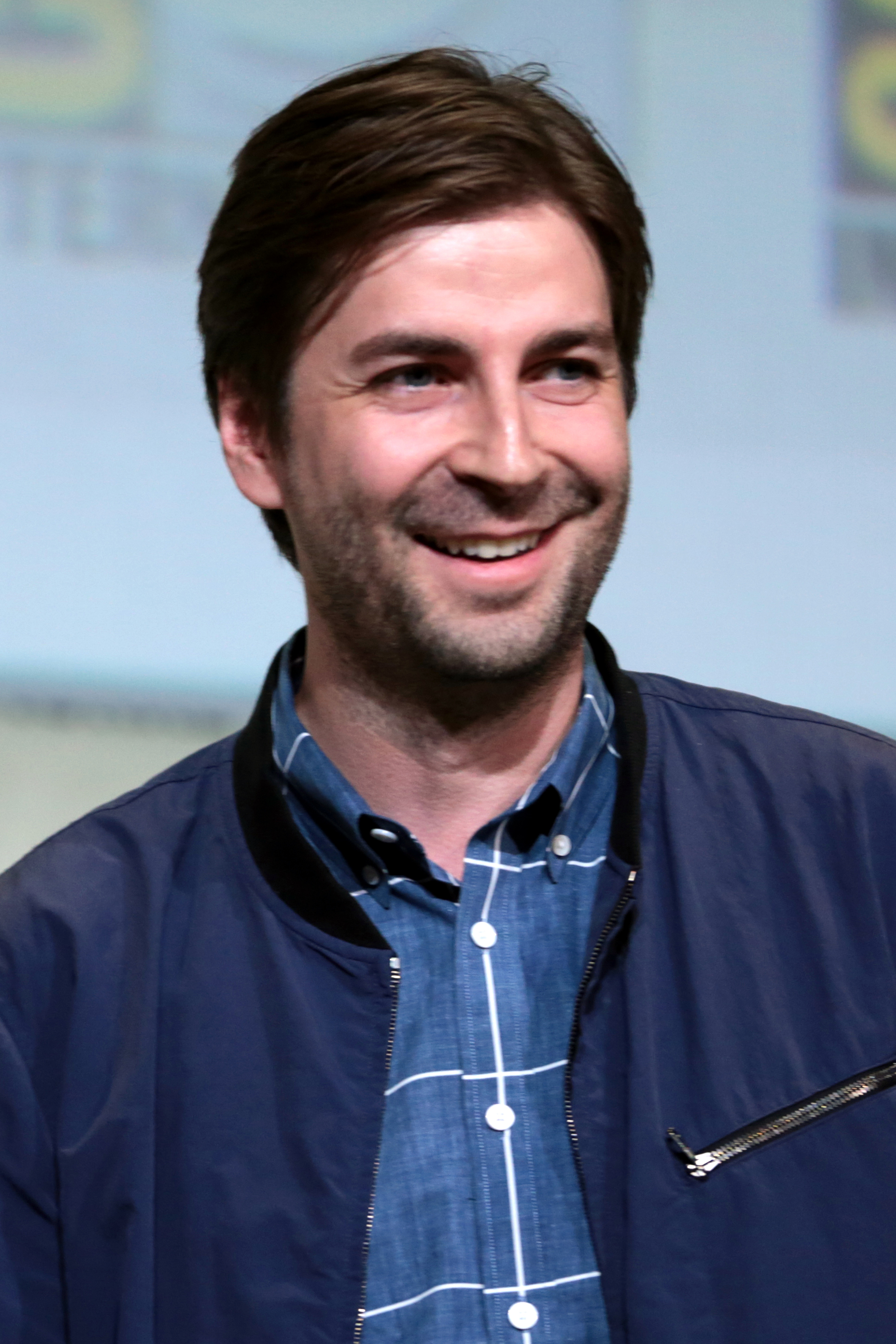
Воттс під час просування «Людини-павука: Повернення додому» на San Diego Comic-Con International у 2016.

В січні 2016, Sony перенесла дату випуску з 28 на 7 липня 2017, і заявила, що фільм пройде цифрову обробку в IMAX 3D на стадії постпродакшну. Джонатан Сіммонс висловив інтерес у поверненні до ролі Джей Джона Джеймсона, яку той зіграв в трилогії Сема Реймі. На початку травня, Зендая отримала роль Мішель, а Томей була підтверджена на роль Мей Паркер. Наступного місяця, Файгі підтвердив, що персонажі з попередніх фільмів КВМ з'являться в картині, також зазначив, що угода з Sony не вказує безпосередньо, які персонажі можуть або не можуть з'являтися у франшизах, кажучи, що обмін між студіями був зроблений з «доброї волі» аби «мати більше іграшок з якими можна погратися створюючи історію». Стосовно відносин між Sony і Marvel Studios Файгі сказав: "Я точно не знаю які будуть титри, але це фільм Marvel Studios виробництва Sony Pictures. В договорі позначено, що це, більшою мірою, фільм Sony Pictures… Ми є креативними продюсерами. Ми ті, хто наймає актора, представляємо його в ["Першому меснику: Протистояння"], а потім працюємо над сценарієм і майбутніми зйомками". Томас Ротман, президент Sony Pictures, пізніше додав, що Sony має право остаточного рішення, але надають перевагу Marvel надають перевагу.
Також, у квітні, Sony оголосили назву фільму — «Людина-павук: Повернення додому» (англ. Spider-Man: Homecoming), тоді як президент Sony Pictures Томас Ротман пояснив, що назва є посиланням як на вечір зустрічі випускників, спільну шкільну традицію в Сполучених Штатах, так і на повернення персонажу до Marvel шляхом вступу в її Кінематографічний всесвіт. Тоні Револорі і Лора Геррієр приєдналися до фільму як однокласники Паркера, разом з Дауні-молодшим, який був підтверджений на повторну появу у своїй ролі Тоні Старка / Залізної людини з попередніх фільмів КВМ. Майкл Кітон, який спочатку полишив перемовини через невідповідний графік з фільмом «Засновник», підписав контракт на роль злодія наприкінці травня. В червні, Майкл Барбьері отримав роль приятеля Паркера, Кеннет Чой — шкільного вчителя у школі Паркера, а Логан Маршалл-Грін — ще одного злодія разом з персонажем Кітона, тоді як Дональд Ґловер і Мартін Старр отримали невизначені ролі. Стосовно відмінності акторів, Воттс сказав, що оскільки події фільму відбуваються у Квінзі, «одному з — якщо не — найрізноманітніших місць у світі… Я лише хотів, щоб [акторський склад] відображав справжню картину цього». Файгі додав: «Так, як і в коміксах, ми хочемо, щоб усі впізнали себе в кожній частинці нашого всесвіту. Особливо з [цим акторським складом], з'являється враження, що це саме те, що точно має статися і продовжитися». Пізніше, Файгі пояснив, що розмаїття акторського складу допоможе розмежувати його від попередніх фільмів про Людину-павука, де всі події «відбувалися в ідеально білому Квінзі».
Marvel прийняли свідоме рішення не включати або посилатися на будь-які символи, що з'являлися у попередніх фільмах про Людину-павука, окрім Пітера та Мей Паркера і Флеша Томпсона, включаючи The Daily Bugle. Стосовно вилучення останнього, співпродюсер Ерік Хаузерман Керролл сказав: «Ми обмірковували це деякий час, але знову ж таки, ми не хотіли йти цим шляхом відразу, і якщо ми будемо робити The Daily Bugle, ми зробимо таким чином, щоб це відчувалося сучасно». Костюм Людини-павука у фільмі має більше технічних удосконалень в порівнянні з попередніми костюмами, в тому числі логотип на грудях, штучний інтелект подібний до J.A.R.V.I.S. Старка, голографічний інтерфейс, парашут, пристрій стеження для знаходження Старком місця перебування Паркера, нагрівач, подушка безпеки, здатність підсвічуватися і здатність до збільшення навколишніх дій очними окулярами. Також Старк вбудовує навчальний протокол, щоб спочатку обмежити доступ Паркера до всіх особливостей костюму. Керролл зазначив, що Marvel пройшлись по коміксах і «вибрали всі веселі та безглузді речі, які мав костюм» задля включення в костюм з «Повернення додому». Вебшутери Людини-павука мають різні настройки, вперше продемонстровані в кінці «Протистояння», що Керролл пояснив: «Він може налаштувати спрей, і навіть може продивитися різні види павутини, наприклад прядильну павутину, шар з павутини, рикошетну павутину… знаєте, всі речі, котрі ми можемо побачити в коміксах… Це ніби DSLR-камера. Він може стріляти без неї, або затриматися на секунду, добре прицілитися, і дійсно вибрати павутину».

### Знімання
Знімання фільму почали 20 червня 2016 в Атланті, Джорджія, на студії Pinewood, під робочою назвою «Літо Джорджа!» (англ. Summer of George!). Сальваторе Тотіно виступив оператором картини. Також, місцем для знімання в Атланті стали Вища школа Генрі У. Грейді, діловий центр, отель компанії Marriott International, а також Вест-Енд. Голланд пояснив фільмування Нью-Йорку в Атланті тим, що вони дешевші ніж у самому Нью-Йорку, який тісно пов'язаний з персонажами, однак, фільмування можуть «завершитися [в Нью-Йорку], триваючи один або два тижні». Вже після початку зйомок, акторський склад поповнився такими акторами та актрисами, як Ізабелла Амара, Джордж Лендеборг (молодший), Джозеф Джейкоб Тота, Ганнібал Бересс, Селеніс Лейва, Абрам Атта, Майкл Мендо, Тайн Дейлі, Гарсель Бове, Тіффані Еспенсен і Ангурі Райс, всі з яких отримали невизначені ролі, в той час, як Бокім Вудбайн отримав роль злодія.
На фестивалі San Diego Comic-Con International 2016, Marvel підтвердили включення в акторський склад Кітона, Зендаю в ролі Мішель, Ґловера, Геррієр у ролі Ліз Аллен, Револорі в ролі Флеша Томпсона, Далі та Вудбайна, і додання Джейкоба Баталона на роль Неда Лідса. Окрім цього, було оголошено, що Стерв'ятник стане злодієм картини, а також приєднання Воттса, Крістофера Форда, Кріса Маккенна та Еріка Соммерса до Голдштейна і Далі для написання сценарію. Геррієр зазначила, що молоді актори фільму "зазвичай відносять себе до «Клубу „Сніданок“»". Невдовзі, Марта Келлі приєдналася до акторського складу у невизначеній ролі. У серпні, Майкл Чернус отримав роль Фінеса Мейсона / Ремісника, а Джона Сяо отримала невизначену роль, тоді як Бересс засвідчив, що гратиме вчителя фізкультури. У вересні було повідомлено, що Джон Фавро повторить роль Геппі Гогана з серії фільмів про «Залізну людину». Фільмування в Атланті завершилися наприкінці місяця і перемістилися до Нью-Йорку, включаючи такі місця, як Асторія, Квінз, Сент-Джордж, Стейтен-Айленд, Мангеттен і Вища школа Франкліна К. Лейна в Брукліні. Також, боєць UFC Тайрон Вудлі повідомив, що мав з'явитися в ролі лиходія у фільмі, але був змушений вийти з проєкту через зобов'язання з Fox Sports. Основні фільмування завершилися 2 жовтня 2016 у Нью-Йорку, а пізніше цього місяця було знято деякі додаткові сцени у Берліні, Німеччина, біля Бранденбурзьких воріт.

### Постпродакшн
У листопаді 2016, Файгі підтвердив, що Майкл Кітон зіграє Стерв'ятника, а наступного місяця стало відомо, що версією персонажу стане Адріан Тумс, тоді як Вудбайна оголосили Германом Шульцом / Шокером. У березні 2017, Геррієр повідомила про початок перезйомок, і окрім цього було оголошено, що Еванс матиме камео в ролі Стіва Роджерса / Капітана Америка у навчальному фітнес-відео. Воттс повідомив, що компанія, яка створює Старк і котра наштовхує Тумса на шлях злочинності є Damage Control, на думку Воттса, вона «гармонує з нашою загальною філософію тієї історії, яку ми хотіли розповісти» і ставить багато практичних запитань, які Воттс хотів використати «для ведення історії». Також, Воттс підтвердив, що фільм матиме сцену після титрів. Наступного місяця, Старр сказав, що він грає тренера з академічного десятиборства у школі Паркера, а Маршалл-Грін був оголошений ще одним Шокером у фільмі.

## Музика
Під час просування стрічки «Доктор Стрендж» на початку листопада 2016, Файгі ненавмисно розголосив, що Майкл Джаккіно, композитор зазначеного фільму, також напише саундтрек для «Повернення додому», що Джаккіно підтвердив невдовзі. Запис саундтреку почався 11 квітня 2017. Також, саундтрек буде містити головний музичний мотив з мультсеріалу «Людина-павук» 1960-х років. Саундтрек вийде 7 липня 2017.

## Випуск
Головна прем'єра «Людини-павука: Повернення додому» відбулася 28 червня 2017 в Китайському театрі TCL в Голлівуді. У Великій Британії фільм вийде в прокат 5 липня 2017, а 6 липня відбудеться міжнародна прем'єра, тоді як в США фільм вийде днем пізніше. Початково, вихід картини був запланований на 28 липня 2017.

### Маркетинг
Воттс, Голланд, Баталон, Геррієр, Револорі та Зендая з'явилися на San Diego Comic-Con 2016 для показу ексклюзивного кліпу фільму, який також мав панель на Comic Con Experience 2016. Прем'єра першого трейлера відбулася на ток-шоу Джиммі Кіммел в прямому ефірі! 8 грудня 2016. Разом з цим було представлено міжнародну версію з дещо іншими кадрами й діалогами. На думку Файгі, між двома трейлерами є достатньо різниці, тож «людям буде весело побачити обидва».
Другий трейлер дебютував 28 березня 2017, після його показу на CinemaCon 2017 минулого вечора. Шон Роббінс, головний аналітик BoxOffice.com, зазначив, що, попри «більшість згадок у Твіттері» стосовно трейлера «Ліги справедливості», який вийшов на тому ж тижні, що й другий трейлер «Повернення додому», «оцінки настрою [відносно „Ліги справедливості“] є дуже помірними в порівнянні з чіткішим ентузіазмом щодо Людини-павука». Відповідно до PreAct компанії Comscore, «служби відстеження, що використовує соціальні дані для створення контексту дедалі більшої ролі цифрового спілкування на художні фільми», трейлер «Повернення додому» займав друге місце на тиждень з 20 по 26 березня по нових розмовах (85,859 тис.) поза «Лігою справедливості» (201,267 тис.), і перше місце по кумулятивних розмовах з 1,232,628 млн.. Ексклюзивний кліп із фільму був показаний під час премії MTV Movie & TV Awards 2017.
24 травня 2017, Sony та Marvel випустили третій вітчизняний і міжнародний трейлер. Ітан Андертон з /Film, насолодився обома трейлерами, заявивши, що «Повернення додому» «має потенціал стати найкращим фільмом про Людину-павука. Маючи [персонажа], як частину кінематографічного всесвіту Marvel, це відчувається правильно». Даррелл Етерінгтон з TechCrunch погодився, попри наявність попередніх застережень про те, що два трейлери матимуть лише незначні відмінності (вітчизняний трейлер фокусується на костюмі Людини-павука, а міжнародний — на передумові фільму), зазначив: «Ви можете мати почуття про технічну навантаженість костюму Людини-павука або інші аспекти цієї інтерпретації персонажа, але [трейлер] все ж таки подає надію на краще зображення Людини-павука, ніж у будь-яких фільмах останнім часом». Ана Дюмараог з ScreenRant сказала: «У той час, як другий трейлер „Людини-павука: Повернення додому“, можливо, показав занадто багато всеосяжної оповіді фільму, цей новий трейлер чудово показує потрібну кількість нових і старих кадрів, з деякими розширеними сценами з раніше випущених фрагментів фільму». Вона також оцінила увагу до деталей трейлеру, які підкреслюють те, що Воттс і сценаристи вклали у фільм. Сіддхан Адлаха з Birth.Movies.Death не погодився з Дюмараог, відчувши, що трейлери показали надто багато деталей, але в цілому насолодився ними, особливо аспектом «відеоблогу» в міжнародному трейлері. Дейв Тромборе з Collider висловив подібні почуття, вважаючи, що «Sony/Marvel роздають все просто так» у трейлерах, але насолодився аспектом відеоблогу в міжнародному трейлері, назвав його «найрозумнішим з двох [трейлерів]». Comscore та її служба PreAct відзначили 175 тис. нових розмов у соціальних мережах (найбільше за тиждень) стосовно фільму після виходу трейлерів. Наступного тижня, котрий почався з 29 травня 2017, Comscore та її служба PreAct знов відзначили розмови у соціальних мережах стосовно фільму, з 67 тис. нових, знову ж таки найбільше за тиждень.
Разом з третіми трейлерами вийшли вітчизняні та міжнародні постери. Вітчизняний постер піддали критиці за стиль «плавучі голови», що пропонує увазі «хаотичне скупчення людей, які дивляться в різні напрямки, з невеликим розумінням того, що покаже фільм». Ден Отті з GameSpot назвав його «зіркоподібним гарячим безладдям», а Кейті Річ з Vanity Fair відчула, що постер був «занадто забитий різними темами всесвіту Marvel, аби підкреслити все, що зробило „Людину-павука: Повернення додому“ таким особливим». Адлаха вважав, що постери для фільму «були, в принципі, непогані, але ці, ймовірно, говорять загальній аудиторії чекати дуже роздутого фільму». Адлаха був позитивнішим до міжнародного постера, оскільки він відчув, що той виглядав більше «коміксово» і «здається, ніби він може бути справжньою сценою з фільму». Річ і Адлаха обидва розкритикували той факт, що Голланд, Кітон і Дауні двічі з'являються на вітчизняному постері як в костюмах, так і без них.
Sony також співпрацювали з CreativeWorks каналу ESPN для створення крос-промоційних телевізійних реклам для «Повернення додому» і фіналу НБА 2017, які були зняти Воттсом. Кліпи також надали можливість «злитися з основним моментом гри через кілька миттєвостей після його» проходження. В промо-роликах показані Голланд, Дауні-молодший і Фавро, які повторюють свої ролі з фільму, а також камео Стена Лі, DJ Khaled, Тіма Данкана і Меджик Джонсона. З початку червня 2017 до 15 липня 2017, в токійському комплексі Roppongi Hills відкрито кафе, натхненне «Поверненням додому». У кафе пропонуються «продукти та напої з павучою тематикою, включаючи „Павуче карі“, лате „Павуче чуття“ і солодкий та відсвіжний напій „Полуничний розчавлений павук“», а також безкоштовні, обмежені наклейки з будь-якою покупкою. На кінець тижня 11 червня 2017, Comscore та її служба PreAct знову відзначили розмови у соціальних мережах стосовно фільму, з 88 тис. нових, на другому місці поза «Чорною Пантерою». У середині червня, Sony випустили мобільний додаток, який дозволяє користувачам «отримати доступ» до телефону Паркера, щоб «переглядати його фотографії, відео, текстові повідомлення та почути голосові повідомлення від його друзів», переглядати «AR Suit Explorer», аби дізнатися більше про технології в костюмі Людини-павука, та використовувати фотофільтри, GIF-файли і наклейки персонажу. Sony та ресторан Dave & Buster's також оголосили аркадну гру на основі фільму, яка доступна суто в місцях розташування Dave & Buster's. На кінець тижня 18 червня 2017, Comscore та її служба PreAct знову відзначили розмови у соціальних мережах стосовно фільму, з 93 тис. нових, найбільше за тиждень. Служба також відзначила, що на той час «Людина-павук: Поверненням додому» мав 2,18 млн розмов загалом.
20 червня 2017, вийшов зв'язаний з фільмом комікс Spider-Man: Homecoming Prelude, який має два видання з прелюдією до подій в кінострічці. 30 червня 2017, безплатно вийде Spider-Man: Homecoming — Virtual Reality Experience від Sony Pictures VR та CreateVR для шоломів віртуальної реальності PlayStation VR, Oculus Rift і HTC Vive. Досвід віртуальної реальності дозволить користувачам випробувати, як це, відчувати себе Людиною-павуком, з можливістю змагатися з цілями за допомогою вебшутерів і зіткнутися зі Стерв'ятником. Spider-Man: Homecoming — Virtual Reality Experience також буде доступний в обраних кінотеатрах Cinemark (кінотеатри) у США та на виставці CineEurope в Барселоні.

## Відгуки
У травні 2017, огляд компанії Fandango зазначив, що «Повернення додому» був другим найочікуванішим літнім блокбастером після «Диво-жінки».

### Касові збори
У травні 2017, журнал BoxOffice спроєктував, що фільм збере $135 мільйонів за перший вік-енд в США та Канаді, і $325 мільйонів загалом на внутрішньому ринку. В середині червня 2017, BoxOffice скоригував загальний прибуток за перший вік-енд до $125 мільйонів і $301 мільйона на внутрішньому ринку, тоді як Deadline.com зазначили, що згідно з «відстеженням галузі» фільм дебютує з $90–108 мільйонами.

## Сиквел
В червні 2016, Томас Ротман заявив, що Sony і Marvel сповнені рішучості для створення майбутніх фільмів про Людину-павука. У жовтні 2016, Голланд повідомив про початок обговорень стосовно другого фільму, міркуючи «хто буде лиходієм і куди ми прямуємо» у можливому сиквелі. В грудні, після успішного випуску першого трейлера «Повернення додому», Sony оголосили, що сиквел до фільму вийде 5 липня 2019. Файгі заявив, що в тому разі якщо будуть зроблені наступні картини, ранньою ідеєю для них, яку мали Marvel, було слідувати моделі серії фільмів про Гаррі Поттера, з сюжетом, котрий буде охоплювати новий навчальний рік; перший сиквел має намір охопити перший рік Паркера у вищій школі, а потенційний третій фільм — другий. У червні 2017, Файгі та Паскаль обидва були зацікавлені в тому, щоб Воттс повернувся в ролі режисера сиквелу, знімання якого, як очікується, мають розпочатися в квітні або травні 2018. Наступного місяця було підтверджено повернення Голланда, в той час як Воттс вступив у переговори щодо режисерства. Томей вказала на бажання зіграти тітку Мей в майбутніх сиквелах. Наприкінці серпня, Кріс Маккенна та Ерік Соммерс провели заключні переговори, щоб написати сценарій. У травні 2018, Джейк Джилленгол провів переговори стосовно ролі лиходія сиквела, Містерио, тоді як Кітон, Зендая і Томей були підтверджені на свої колишні ролі. Знімання було заплановано на липень 2018 в Лондоні.